# Sigara dorsalis
Sigara dorsalis är en insektsart som först beskrevs av Leach 1817.  Sigara dorsalis ingår i släktet Sigara, och familjen buksimmare. Arten är reproducerande i Sverige.